# Luigi Barberis
Pour les articles homonymes, voir Barberis.
Luigi Barberis (né et mort à des dates inconnues) était un joueur de football italien, qui évoluait en tant qu'arrière latéral.

## Biographie
Barberis a évolué durant quatre saisons pour le club de la Juventus, le seul club de sa carrière.
Il arrive au sein de l'effectif piémontais en 1909, et joue son premier match lors du Derby della Mole le 7 novembre 1909 qui voit le Torino FC l'emporter 3-1 contre les bianconeri.
Son dernier match, lui, est également un derby de Turin, et voit à nouveau la Juve perde sur le score de 8 buts à 6 (record à l'époque pour le nombre de buts inscrits dans un match de la Juventus).

### Statistiques
| Saison         | Club           | Championnat     | Championnat | Championnat |
| Saison         | Club           | Compétition     | Matchs      | Buts        |
| -------------- | -------------- | --------------- | ----------- | ----------- |
| 1909           | Juventus       | Prima categoria | 3           | 0           |
| 1909-1910      | Juventus       | Prima categoria | 4           | 2           |
| 1910-1911      | Juventus       | Prima categoria | 0           | 0           |
| 1911-1912      | Juventus       | Prima categoria | 0           | 0           |
| 1912-1913      | Juventus       | Prima categoria | 5           | 0           |
| Total Juventus | Total Juventus |                 | 12          | 2           |
| Total carrière | Total carrière |                 | 12          | 2           |